# 51 Nemausa
Az 51 Nemausa a Naprendszer kisbolygóövében található aszteroida. A. Laurent fedezte fel 1858. január 22-én.